# ماگالی آمادئی
ماگالی آمادئی (فرانسوی: Magali Amadei‎؛ زادهٔ ۳۰ نوامبر ۱۹۷۴) هنرپیشه، مدل اهل فرانسه است.
از فیلم‌ها یا برنامه‌های تلویزیونی که وی در آنها نقش داشته‌است می‌توان به خانه دی اشاره کرد.